# All Grown Up!
All Grown Up! (Rugrats Crecidos en Hispanoamérica y Más grandes y traviesos en España) es una serie spin-off de Rugrats. Esta serie se inició debido al episodio especial "All Growed Up" celebrando el décimo aniversario de Rugrats. La serie está ambientada en las vidas de los protagonistas de Rugrats 10 años después, cuando ya son adolescentes, tienen nuevas aventuras y enfrentan los problemas de la pubertad y adolescencia.
All Grown Up! mostró ser una serie muy innovadora, y logró la evolución de los personajes tales como Dil que como bebé nunca formó parte esencial de las aventuras, pero ahora es una pieza clave del programa. También Lil, que siempre fue solo la hermana gemela de Phil, pero ahora se ha convertido en un ser independiente.
La serie fue cancelada en el 2006 debido a una decisión de Nickelodeon, con 18 episodios sin transmitir en Estados Unidos, sin embargo los 55 episodios de la serie han sido transmitidos en otros territorios. Después de dejar de ser transmitida salieron al aire los episodios "Rachel Rachel" y "Susie Goes Bad Lite", dejando la lista de episodios sin transmitir en 16.

## Personajes principales
- Thomas "Tommy" Pickles: Él es el líder del grupo y sigue teniendo espíritu aventurero. Tiene 11 años y quiere ser director de cine. Un capítulo es la verdad y sus consecuencias, en la cual Tommy dice la verdad de sus amigos sus secretos mejor guardados, ante todos. Por consecuencia se enojan y no le hablan más hasta que él hace una película para pedirles perdón. Estuvo saliendo un corto período de tiempo con una chica llamada Rachel. Un dato curioso de este personaje es que se asemeja mucho con Dawson Leery de la serie Dawson's Creek tanto por afición al cine como su forma de ser.

- Charles "Chuckie" Grandall Finster: ("Carlitos" en Hispanoamérica) Ahora tiene 12 años usa brackets y sigue teniendo pelo rojo y miedo a todo, pero con el apoyo de sus amigos, su padre, su madrastra, su media hermana Kimi y maestros los va superando y puede decir "Ya no tengo miedo". Está enamorado de Nicole, una chica popular. Se obsesionó por "Ya-yo-vio". En un capítulo de esta serie se viste de otra persona para enamorar a la chica que le gusta: se hacía llamar Chongo. Él hace cualquier cosa por su hermana, se ve en el episodio Memorias de un Finster (19) en el cual ella está muy triste y con sus amigos le hacen una nueva habitación.

- Filiberto "Fili" DeVille: Es el payaso del grupo. Tiene 11 años y sigue siendo un desastre y le siguen gustando las cosas asquerosas, pero es tan divertido como siempre. Es pésimo en fútbol pero aun así sigue jugando porque le gusta. Es pésimo contando chistes y tiene una habilidad para meter la pata. Por lo general se enfadan con él por su sentido del humor. Está enamorado de Wally, la capitana de su equipo de fútbol,

- Liliana Marie "Lili" DeVille: Ahora tiene menos en común con su hermano gemelo Fili. Tiene 11 años y se concentra en buscar su propia independencia, dado que no quiere ser vista como la eterna melliza. En un episodio quiere demostrar que con Fili son hermanos pero son distintos, pero se da cuenta de que lo más importante en su vida es su hermano, no es ser diferente. Es una gran deportista, unas de las pocas chicas que hay y además es la mejor jugadora del equipo de fútbol. No tiene novio.

- Kimi Watanabe-Finster: Es la media hermana de Chuckie. Tiene 11 años y siempre se preocupa por los demás. Es muy buena amiga, y demuestra sus sentimientos con facilidad. Durante la primera temporada tuvo una relación con Z, un chico punk. Sabe hablar japonés.

- Dylan "Dil" Prescott Pickles: El excéntrico hermano menor de Tommy. Tiene 10 años y se comporta extraño en la escuela, pero eso es porque es un individuo original e independiente (en realidad es porque accidentalmente se golpeó la cabeza por culpa de Fili y Lili). Está obsesionado por los extraterrestres. A pesar de su apariencia es una persona muy ingeniosa e imaginativa. En un episodio ayuda a su hermano y a sus amigos creando artículos y ellos los venden para poder ir a un concierto.

- Angélica Charlotte Pickles: Piensa que es una chica popular con poco de verdad en ello. Y tiene 13 años y aparte sigue siendo igual de mandona, gritona y mentirosa. Sigue envidiando a Susie porque canta mejor que ella pero en el fondo la quiere mucho y la considera su mejor amiga y la Prima de Tommy y Dil, además es una chica amable que siente mucho cariño hacia Tommy y sus amigos. Cree que se había olvidado de Cynthia, su vieja muñeca, pero aún la conserva con cariño, lo demuestra en un episodio en el cual su mamá la vende y ella la quiere recuperar cueste lo que cueste, pero no a cualquier Cinthya a la suya.

- Susana "Susie" Yvone Carmichael: Esta apasionada con el canto y es una muy buen estudiante. Tiene 13 años, ella y Angélica muestran muchos conflictos desde pequeñas pero ellas saben que se quieren y son mejores amigas y también la mejor cantante de la escuela.

## Personajes secundarios
- Harold Frumpkin: Es el mejor amigo de Angélica y Susie desde preescolar su primera aparición fue en Rugrats, este personaje ha venido tomado cierta importancia en Rugrats Crecidos, destacando del resto de los personajes secundarios sigue enamorado de Angélica hasta en un capítulo le sacó los celos con Susie.

- Rachel Ann Wyatt: Era la exnovia de Tommy. Ella es cariñosa y le encanta la religión y el trabajo comunitario.

- Z: Es amigo de Kimi. Aparenta ser un chico malo para poder salir de la escuela y hacer trabajos de caridad, pero eso es algo que solo Kimi y sus amigos saben. Aparentemente Kimi está enamorada de él. Tiene el cabello verde en picos, lleva unos aros en las orejas, botas de color negro y ropa del mismo color.

- Nicole Boscarelli: Es una chica popular pero algo distraída. Chuckie siente atracción por ella pero su timidez le impide poder decírselo, al punto de inventar un alter ego llamado Chongo que supuestamente viene de Letonia. En una ocasión un amigo de Dil por error hace que se enamore de Tommy para ir al baile de San Valentín provocando los celos de Chuckie, aunque al final terminan bailando juntos además de que Tommy no tenía ningún interés en ella. En otro episodio compra los accesorios que Dil inventa para que Tommy y sus amigos los vendan. En su última aparición Angélica tiene una foto vergonzosa suya en su cámara digital.
- Trevor: Su primera aparición fue en el episodio Memorias de una Finsters. Es el chico nuevo en la escuela. Al principio imita a Tommy en todo para poder conseguir amigos pero después Tommy lo convence de que la mejor manera de hacerlo es siendo el mismo. También apareció el capítulo TP y KF.

## Lista de episodios
- Anexo:Episodios de All Grown Up!

| Season | Season | Episodes | Originally aired        | Originally aired        |
| Season | Season | Episodes | Estreno de temporada    | final de temporada      |
| ------ | ------ | -------- | ----------------------- | ----------------------- |
|        | Piloto | 1        | 11 de agosto de 2001    | 11 de agosto de 2001    |
|        | 1      | 12       | 12 de abril de 2003     | 4 de junio de 2004      |
|        | 2      | 13       | 23 de octubre de 2004   | 15 de enero de 2005     |
|        | 3      | 10       | 12 de febrero de 2005   | 16 de julio de 2005     |
|        | 4      | 10       | 10 de octubre de 2005   | 20 de noviembre de 2007 |
|        | 5      | 10       | 21 de noviembre de 2007 | 17 de agosto de 2008    |